# 橋昌路東公共運輸交匯處
橋昌路東公共運輸交匯處，九巴稱「天水圍鐵路站巴士總站」（英語：Tin Shui Wai Railway Station Bus Terminus），港鐵稱此站為「港鐵天水圍站」（英語：MTR Tin Shui Wai Station），近港鐵天水圍站，是港鐵巴士指定接駁車站之一。
此站於2015年2月27日啟用，在天水圍站公共運輸交匯處和天水圍（西）公共運輸交匯處重建期間充當過渡性質之臨時巴士總站。僅使用了一年多，便由屏廈路旁兩個臨時巴士泊位取代。

## 歷史
政府於2013年宣佈將於橋昌路、橋發街及屏廈路包圍的地段興建居屋屏欣苑，項目包括合併兩個公共運輸交匯處、建造一個設有四條長約52米、共可停放至少16輛巴士的雙坑新總站取代前兩者及遷移專綫小巴站至屏廈路路旁，新建一個21米長的專綫小巴站，預計2017年6月完工。
因應天水圍（西）公共運輸交匯處用地被收回作居屋發展以及天水圍站公共運輸交匯處重建，由2015年2月27日起，九巴276P線、港鐵巴士K75及K76綫總站遷往此站，兩間公司對總站的稱呼維持不變。
2016年5月29日起，本站永久封閉以便進行相關居屋工程，並實施下列安排：
- 所有路線改以天盛苑為終點站；
- K75、K75A、K75S、276P將會以屏廈路北行近上璋圍臨時巴士站為起點站；
- K76綫以屏廈路北行近交匯處原址外臨時巴士站作為起點站；

## 批評
設置本站的目的本是為了代替需重建的天水圍站公共運輸交匯處。然而在本站啟用後天水圍站公共運輸交匯處一直未有開始重建工程，而且僅僅使用了一年多，便由屏廈旁兩個臨時巴士泊位取代。而此刻天水圍站公共運輸交匯處仍處於原封不動的荒廢狀態。最終本站甚至與天水圍站公共運輸交匯處同步拆卸。可見橋昌路東公共運輸交匯處的設置完全是多餘及浪費。反正本站最終亦要以臨時泊位取代，完全可以繼續使用原有天水圍站公共運輸交匯處，待臨時泊位建造完成後才封閉原有天水圍站公共運輸交匯處，而無需多此一舉建造橋昌路東公共運輸交匯處。
對於乘客而言，本站距離港鐵天水圍站甚遠，更帶來不便。

## 總站路線資料

### 九龍巴士276P線
- 天水圍站 ↔ 上水

於1993年12月17日投入服務，2001年4月10日縮短至天慈巴士總站，2014年11月22日遷往至天水圍鐵路站巴士總站開出，因應天水圍（西）公共運輸交匯處用地被收回作居屋發展，由2015年2月27日起，遷往至本站開出，途經天耀邨、元朗市中心、元朗站、新田公路及粉嶺公路，為九龍巴士276線的特別班次。

### 港鐵巴士K75綫
- 未有資料，請加入至Module:香港巴士/klnt。

於2003年12月14日投入服務，初期以此為循環點，2009年11月29日改為由此開出的循環綫，因應天水圍站公共運輸交匯處需要重建，由2015年2月27日起，遷往至本站開出的循環綫，途經廈村及洪水橋。

### 港鐵巴士K75A綫
- 天水圍站 ↺ 洪水橋

於2016年3月27日投入服務，此路綫以循環線運作，順時針途經洪水橋及廈村。

### 港鐵巴士K75S綫
- 天水圍站 ↺ 洪福邨

於2015年8月17日投入服務，當時建議此路綫雙邊設置總站，而沿途不設任何中途站，此路綫其後獲修訂為循環線運作，以本站為總站，並補回K75及K75P於此路綫沿路設立的所有分站。途經廈村及洪水橋。2016年3月27日，取消週六服務。

### 港鐵巴士K76綫
- 天恆 ↔ 天水圍站

於2003年11月24日投入服務，最初是一條來往西鐵兆康站（北）及天恆的臨時路綫，2004年7月4日縮短至由此開出並改為循環綫，2005年3月27日取消循環綫運作，因應天水圍站公共運輸交匯處需要重建，由2015年2月27日起，遷往至本站開出，途經天恩邨、天富苑、天澤邨及天逸邨。

## 車坑分佈
| 車坑分佈（以入口最左邊起計） | 車坑分佈（以入口最左邊起計） | 車坑分佈（以入口最左邊起計） |
| 車坑編號                     | 座向                         | 路線                         |
| ---------------------------- | ---------------------------- | ---------------------------- |
| 1                            | 東面                         | 九龍巴士276P線               |
| 2                            | 西面                         | 港鐵巴士K76線                |
| 3                            | 西面                         | 港鐵巴士K75線                |
| 3                            | 西面                         | 港鐵巴士K75A綫               |
| 3                            | 西面                         | 港鐵巴士K75S綫               |
| 4                            | 西面                         | 後備                         |

## 外部連結
- 九巴 （页面存档备份，存于）
- 港鐵巴士 （页面存档备份，存于）
- 香港巴士大典上的相关条目：橋昌路東公共運輸交匯處